# Max Leroy Mésidor
Max Leroy Mésidor, né le 6 janvier 1962 à Saint-Marc, arrondissement de Saint-Marc, dans le département de l'Artibonite, est un évêque catholique haïtien, archevêque de Cap-Haïtien de novembre 2014 à octobre 2017 date à laquelle il est nommé archevêque de Port-au-Prince.

## Biographie
Max Leroy Mésidor est né le 6 janvier 1962 à Saint-Marc, dans le diocèse des Gonaïves. Après ses études secondaires dans le « Collège de l'Immaculée Conception » dans la ville des Gonaïves, il entre au Grand séminaire  de Port-au-Prince, où il obtient un baccalauréat en théologie sacrée en 1987. De septembre 1998 à septembre 2000, il étudie la théologie pastorale et la catéchèse à l'université de Louvain, en Belgique, obtenant une licence.
Il est ordonné prêtre le 10 janvier 1988 pour le diocèse des Gonaïves.
Il occupe les postes ministériels suivants : vicaire paroissial à Petite-Rivière de l'Artibonite (1988-1989); administrateur de la même paroisse (1989 -1992) ; vicaire de la cathédrale des Gonaïves (1992-1993) ; Curé de la paroisse de la Visitation (1993-1998) ; Curé de la paroisse de Saint-Marc (2000-2008) ; Vicaire général du diocèse et Curé de la cathédrale des Gonaïves (2008-2012). Max Mésidor était également Chef du Centre pastoral diocésain « Pastor Bonus » et a présidé les Commissions diocésaines pour la catéchèse et pour la liturgie.
Le 9 juin 2012, le pape Benoît XVI le nomme évêque de Fort-Liberté. Il reçoit l'ordination épiscopale le 28 juillet 2012 par Bernardito Auza, nonce apostolique en Haïti avec comme co-consécrateurs Chibly Langlois et Yves-Marie Péan.
A peine un an plus tard, le pape François le nomme archevêque coadjuteur de Cap-Haïtien, auprès de Louis Kébreau alors âgé de près de 75 ans. Il lui succède un an plus tard, le 22 novembre 2014.
Le 7 octobre 2017, le pape François le nomme archevêque de Port-au-Prince en remplacement de Guire Poulard, qui avait remis sa démission au Saint-Père pour pouvoir partir à la retraite.

## Succession apostolique
Max Leroy Mésidor a ordonné les évêques suivants :
- Évêque Louis-Jean Sander (de) (2024)
- Évêque Jean-Charles Wismick (de), S.M.M. (2024)